# Normanské ostrovy

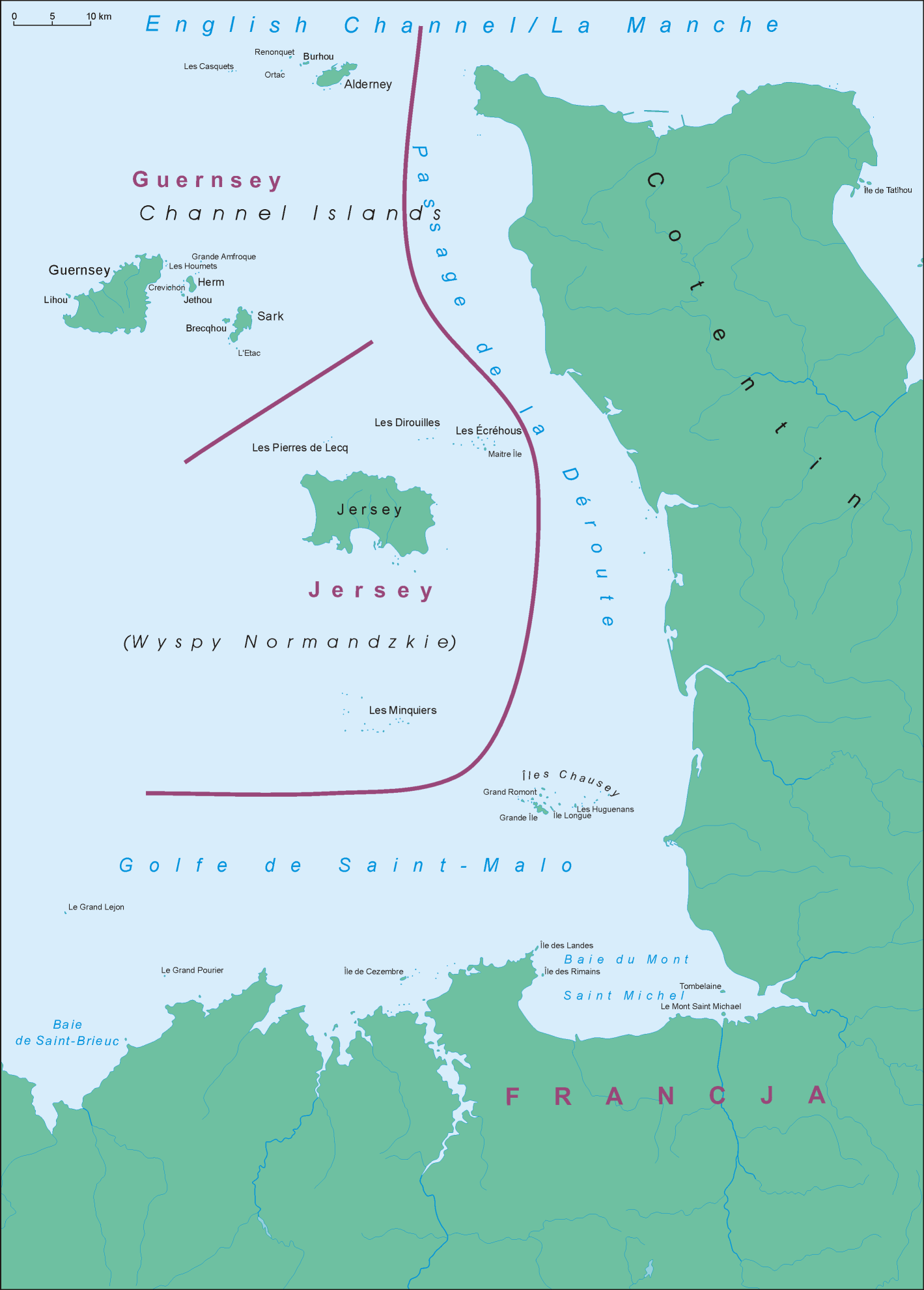
Mapa území Francie s Normanskými ostrovy a Normandií

Normanské ostrovy (anglicky Channel Islands) je souostroví nacházející v Lamanšském průlivu nedaleko francouzského pobřeží poloostrova Cotentin. Je rozděleno mezi dvě britská korunní závislá území, Guernsey a Jersey.

## Zeměpis

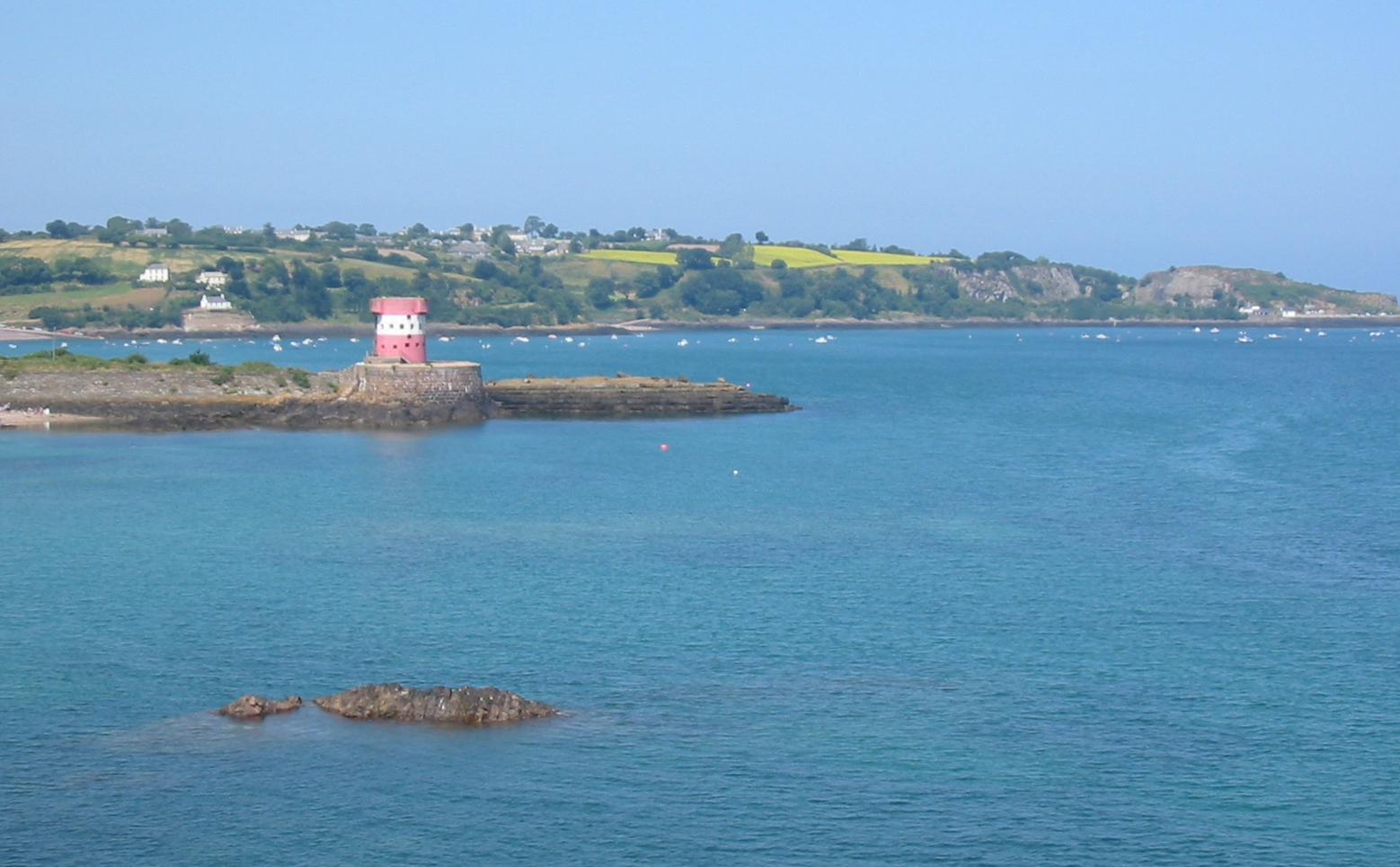
Krajina na Jersey

Největšími městy Normanských ostrovů jsou s 28 000 obyvateli Saint Helier, správní středisko Jersey, a Saint Peter Port, správní středisko Guernsey, které má 16 300 obyvatel. Celkem žije na ostrovech asi 148 000 lidí.
Rozloha: 196,8 km2, z toho
- Jersey (116,2 km2)
- Guernsey (65 km2)
- Alderney (7,9 km2)
- Sark (5,5 km2)
- Herm (2 km2)
- Brecqhou či Brechou (0,3 km2)
- Jethou (0,2 km2)

## Historie

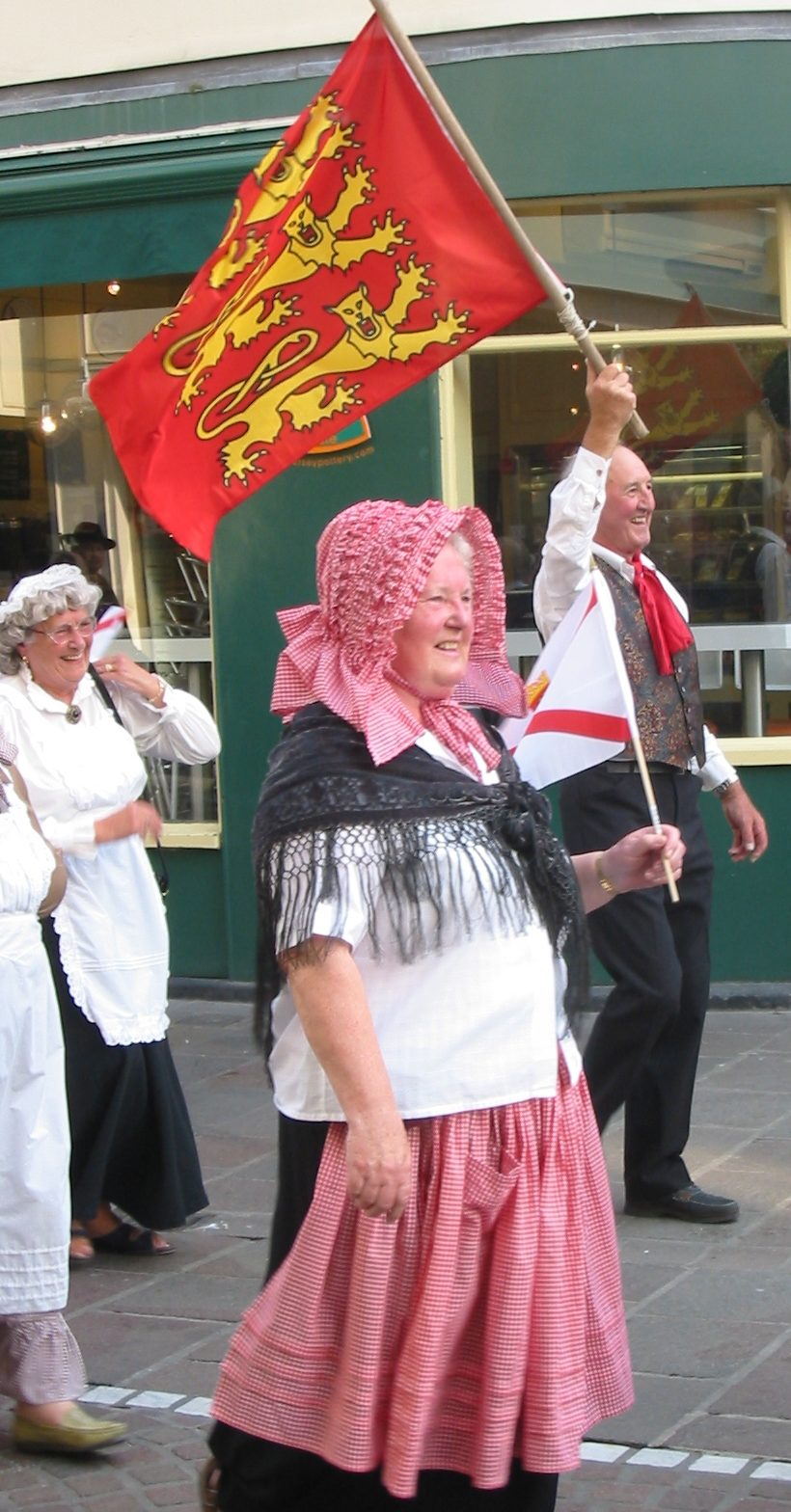
Lidové kroje a vlajka Plantagenetů v průvodu v Saint Helier

Ostrovy, které tvořily od roku 933 část normanského vévodství, byly spolu s ním v osobě Viléma Dobyvatele roku 1066 spojeny s Anglií. Zatímco pevninská část Normandie v roce 1204 přešla do francouzského držení, ostrovy zůstaly ve svazku s Anglií jako její jediný zbytek. Za druhé světové války, od 30. června 1940 do 9. května 1945, byly Normanské ostrovy okupovány německou armádou. Do přelomu 19. a 20. století se na ostrovech hovořilo místními normanskými nářečími francouzštiny, která však postupně ustoupila angličtině. Dnes už jersejštinu (jèrriais) a guernsejštinu (dgèrnésiais) ovládají jen 2 či 3 % obyvatel, převážně staršího věku. Místní jazyk tak přetrvává hlavně v podobě zeměpisných jmen.
Ostrovy byly za 2. světové války mezi roky 1940 a 1945 okupovány Nacistickým Německem. Jednalo se o jediné britské území v Evropě, které bylo okupováno mocností Osy. 

## Státní zřízení
Normanské ostrovy netvoří jeden politický celek, ale sestávají ze dvou oblastí, zvaných anglicky bailiwicks (v češtině rychtářství) – Bailiwick of Guernsey a Bailiwick of Jersey. Tyto oblasti netvoří část Spojeného království, ale jsou, podobně jako ostrov Man, dependencí britské koruny; jejich hlavou je král Karel III. Britský z titulu normanského vévody. Obě ostrovní území mají se Spojeným královstvím společnou měnovou unii, dohodu o volném pohybu (tzv. Common Travel Area) a společnou zahraniční politiku.